# Naukati Bay, Alaska
Naukati Bay, Alaska (енгл. Naukati Bay) насељено је место без административног статуса у америчкој савезној држави Аљаска.

## Демографија
По попису из 2010. године број становника је 113, што је 0 (0,0%) становника више него 2000. године.
| Група             | 2000.       | 2010.      |
| Белци             | 117 (86,7%) | 99 (87,6%) |
| Афроамериканци    | 1 (0,7%)    | 0 (0,0%)   |
| Азијати           | 3 (2,2%)    | 1 (0,9%)   |
| Хиспаноамериканци | 1 (0,7%)    | 0 (0,0%)   |
| Укупно            | 135         | 113        |